# گمینا دوبیتسکو
گمینا دوبیتسکو (به لهستانی:  Gmina Dubiecko) یک گمینا در لهستان است که در شهرستان پژمشل واقع شده‌است. گمینا دوبیتسکو ۱۵۴٫۲۶ کیلومتر مربع مساحت و ۹٬۴۳۲ نفر جمعیت دارد.